# Lijst van rijksmonumenten in Appel
De buurtschap Appel telt 17 inschrijvingen in het rijksmonumentenregister. Hieronder een overzicht.
| Object                                                                           | Oorspronkelijke functie?  | Bouwjaar              | Architect | Locatie              | Coördinaten?                  | Nr.?   | Afbeelding                                                |
| -------------------------------------------------------------------------------- | ------------------------- | --------------------- | --------- | -------------------- | ----------------------------- | ------ | --------------------------------------------------------- |
| Boerderij 'Groot Proevegoed'                                                     | Boerderij                 | 18e eeuw              |           | Appelsestraat 42     | 52° 11' 20" NB, 5° 32' 59" OL | 30964  | Meer afbeeldingen                                         |
| 'De Ahof'                                                                        | Boerderij                 | 18e eeuw              |           | Appelsestraat 25     | 52° 11' 12" NB, 5° 33' 15" OL | 30965  | Meer afbeeldingen                                         |
| Boerderij 'Schardepot'                                                           | Boerderij                 | 18e eeuw              |           | Barneveldseweg 127   | 52° 11' 44" NB, 5° 31' 28" OL | 30968  | Meer afbeeldingen                                         |
| De Hoop                                                                          | Industrie- en poldermolen | 1888                  |           | Barneveldseweg 180   | 52° 11' 50" NB, 5° 31' 33" OL | 30970  | Meer afbeeldingen                                         |
| Hallehuisboerderij 'De Plas'                                                     | Boerderij                 | 1850-1940             |           | Appelsestraat 27     | 52° 11' 15" NB, 5° 33' 26" OL | 523753 | Meer afbeeldingen                                         |
| De Plas: bakhuisje                                                               | Boerderij                 | 1850-1940             |           | Appelsestraat bij 27 | 52° 11' 15" NB, 5° 33' 26" OL | 523754 | De Plas: bakhuisje                                        |
| De Plas: schuur tegenover de achtergevel van de boerderij                        | Boerderij                 | 1850-1940             |           | Appelsestraat bij 27 | 52° 11' 15" NB, 5° 33' 26" OL | 523755 | De Plas: schuur tegenover de achtergevel van de boerderij |
| Boerderij 'De Poort'                                                             | Boerderij                 | ca. 1850-1900         |           | Kamersteeg 14        | 52° 11' 30" NB, 5° 32' 32" OL | 523757 | Meer afbeeldingen                                         |
| De Poort: bakhuisje                                                              | Boerderij                 | tweede helft 19e eeuw |           | Kamersteeg bij 14    | 52° 11' 30" NB, 5° 32' 32" OL | 523758 | Meer afbeeldingen                                         |
| De Poort: varkensstal                                                            | Boerderij                 | 1850-1900             |           | Kamersteeg bij 14    | 52° 11' 30" NB, 5° 32' 32" OL | 523759 | Meer afbeeldingen                                         |
| De Poort: paardenstal                                                            | Boerderij                 | 1900-1940             |           | Kamersteeg bij 14    | 52° 11' 30" NB, 5° 32' 32" OL | 523760 | Upload foto                                               |
| Boerderij heeft een rieten dak met wolfseinden                                   | Boerderij                 | 1920                  |           | Voorthuizerweg 8     | 52° 12' 7" NB, 5° 36' 26" OL  | 523773 | Upload foto                                               |
| Rechts naast het voorhuis staat een in witte kalkzandsteen opgetrokken bakhuisje | Boerderij                 | 1920                  |           | Voorthuizerweg bij 8 | 52° 12' 7" NB, 5° 36' 26" OL  | 523774 | Upload foto                                               |
| Varkensstal                                                                      | Boerderij                 | 1920                  |           | Voorthuizerweg bij 8 | 52° 12' 7" NB, 5° 36' 26" OL  | 523775 | Upload foto                                               |
| Achter de boerderij staat een hooiberg                                           | Boerderij                 | 1920-1940             |           | Voorthuizerweg bij 8 | 52° 12' 7" NB, 5° 36' 26" OL  | 523776 | Upload foto                                               |
| Houten kippenren                                                                 | Boerderij                 | 1920-1940             |           | Voorthuizerweg bij 8 | 52° 12' 7" NB, 5° 36' 26" OL  | 523777 | Upload foto                                               |
| Jachthuis                                                                        | Tuin, park en plantsoen   | 1850-1875             |           | Akkerweg 12          | 52° 11' 1" NB, 5° 32' 44" OL  | 523780 | Meer afbeeldingen                                         |